# David Saharuní
David Saharuní fou governador militar, curopalata i ixkhan de l'Armènia romana d'Orient del 635 al 638.
Era membre de la família de prínceps Saharuní.
Mentre el marzban de la Persarmènia Varaz-Tirots Bagratuní estava a la cort imperial a l'Osroene, va entrar en un complot contra l'emperador organitzat pels mateixos fills d'aquest. David fou part d'aquest complot. L'intent de deposar Heracli va fracassar i els conspiradors foren castigats: a un fill i un nebot de Varaz-Tirots, que estaven més compromesos, se'ls va tallar el nas; Varaz-Tirots fou deportat a una illa probablement de la costa d'Àfrica; David Saharuní fou detingut pel governador Mjej II Gnuní però es va poder escapar, va convèncer a les tropes (molts dels quals eren armenis) i va matar a Mjej i es va proclamar magister militum. Llavors va obtenir l'adhesió dels feudals i funcionaris i Heracli es va veure obligat a acceptar els fets i David fou nomenat Curopalata càrrec que va exercir amb encert durant tres anys. L'historiador Joan el Catolicós encara afegeix que va tenir també el títol d'ishkhan d'Armènia.
El 638 els nobles se li van girar en contra i el van destituir. Com Ishkhan fou substituït per Teodor Reixtuní.